# Montréal—Jeanne-Mance
Pour les articles homonymes, voir Jeanne Mance (homonymie).
Montréal—Jeanne-Mance est un ancien district électoral provincial du Québec. Il a existé de 1939 à 1966.

## Historique
Précédé de : Maisonneuve, Montréal-Dorion et Montréal-Mercier
Suivi de : Jeanne-Mance et Gouin
Le district de Montréal—Jeanne-Mance a été créé lors de la réforme de la carte électorale en 1939. Il a résulté d'une réorganisation de plusieurs districts montréalais.
En 1966, le district de Gouin est créé à partir d'une portion de ce district. De plus, l'ensemble des préfixes Montréal- est enlevé de tous les districts électoraux. Le district de Jeanne-Mance est ainsi créé.

## Liste des députés
| Législature                                                                         | Années    | Député | Député                 | Parti           |
| ----------------------------------------------------------------------------------- | --------- | ------ | ---------------------- | --------------- |
| Montréal—Jeanne-Mance Créée depuis Maisonneuve, Montréal-Dorion et Montréal-Mercier |           |        |                        |                 |
| 21e                                                                                 | 1939–1944 |        | Joseph-Émile Dubreuil  | Libéral         |
| 22e                                                                                 | 1944–1948 |        | Joseph-Émile Dubreuil  | Libéral         |
| 23e                                                                                 | 1948–1952 |        | Georges Guévremont     | Union nationale |
| 24e                                                                                 | 1952–1956 |        | Jean-Paul Noël         | Libéral         |
| 25e                                                                                 | 1956–1960 |        | Maurice-Tréflé Custeau | Union nationale |
| 26e                                                                                 | 1960–1962 |        | Maurice-Tréflé Custeau | Union nationale |
| 27e                                                                                 | 1962–1966 |        | Aimé Brisson           | Libéral         |
| Dissoute dans Gouin et Jeanne-Mance                                                 |           |        |                        |                 |